# Софіївка (Херсонський район)
Софі́ївка (колишня назва — Верхні Солонці) — село в Україні, у Станіславській сільській громаді Херсонського району Херсонської області. Населення становить 536 осіб.
Село розміщено у балці Солонець.

## Історія
Станом на 1886 рік в селі Білозерської волості Херсонського повіту Херсонської губернії мешкало 194 особи, налічувалось 37 дворів, лавка.
На території сучасного села  Софіївки у другій половині ХІХ ст. розміщувалося менонітське поселення Райнфельд, яке відносилось до колонії Заградівки. Його заснували 24 родини у 1883 р. Село було повністю зруйноване, а потім покинуте мешканцями у 1929 р., коли практично усіх менонітів висилили до сибірських таборів.
12 червня 2020 року, відповідно до Розпорядження Кабінету Міністрів України № 726-р «Про визначення адміністративних центрів та затвердження територій територіальних громад Херсонської області», увійшло до складу Білозерської селищної громади.
19 липня 2020 року, в результаті адміністративно-територіальної реформи та ліквідації Білозерського району, село увійшло до складу Херсонського району.

## Населення
Згідно з переписом УРСР 1989 року чисельність наявного населення села становила 411 осіб, з яких 170 чоловіків та 241 жінка.
За переписом населення України 2001 року в селі мешкало 536 осіб.

### Мова
Розподіл населення за рідною мовою за даними перепису 2001 року:
| Мова            | Кількість | Відсоток |
| --------------- | --------- | -------- |
| українська      | 476       | 88.81%   |
| російська       | 54        | 10.07%   |
| румунська       | 5         | 0.93%    |
| інші/не вказали | 1         | 0.19%    |
| Усього          | 536       | 100%     |

## Храми
- Парафія Собору св. мучениці Софії ПЦУ